# Jung Hae-in
Jung Hae-in (en coréen : 정해인), né le 1er avril 1988 à Séoul, est un acteur sud-coréen.

## Biographie

### Jeunesse et éducation
Jung Hae-in est né à Séoul le 1er avril 1988. Il vient d'une famille aisé, en effet ses parents sont médecins et dirigent un hôpital, son père aurait déjà soigné des membres du gouvernement,. Il a également un frère cadet. Un de ses ancêtres est Jeong Yak-yong, un grand penseur de la dynastie Joseon.
Suivant l'exemple de ses parents, il souhaite un temps faire des études de biotechnologie, cependant après avoir rencontré un responsable d'agence et avoir suivi des cours de théâtre pendant un mois, il se redirige vers le département de divertissement radiophonique de l'Université de Pyeongtaek. Cette décision lui vaut un temps la désapprobation de son père. Il est diplômé de ce même département.

## Carrière

### Découverte du monde divertissement
C'est à l'Université qu'il commence à jouer dans des pièces. Il joue également dans des comédies musicales durant ses études. Cependant, c'est durant son service militaire qu'il montre une réelle détermination à être acteur. Il fait alors ses débuts à 26 ans.

### Début dans l'industrie
Après son service militaire, il signe avec une agence qui lui permet de se faire découvrir tout d'abord en tant que mannequin, c'est dans ce domaine qu'il découvre l'industrie en 2013, cette même année, il apparait dans le clip "MOYA" de AOA.
C'est en 2014 qu'il fait ses débuts dans le monde du cinéma et de la télévision dans le drama Bride of the Century et dans le film The Youth. Entre 2014 et 2016, il apparait dans plusieurs petits rôles.

### Début de popularité
Son rôle dans le drama Goblin, bien que mineur, attire l'attention, pour son jeu et son apparence
C'est en 2017, que sa carrière décolle avant son rôle principale dans le drama While You Were Sleeping. Il joue la même année dans deux dramas historiques.
Son rôle dans le drama Prison Playbook, où il incarne un capitaine d'armé coupable d'avoir agressé et tué un soldat de son unité, lui vaut de nombreuses éloges. Sa capacité à interpréter des rôles profonds font de lui le nouvel "acteur à suivre".

### Popularité croissante
Son premier rôle dans une série est dans le drama Something in the Rain, sorti en 2018, où il joue aux côtés de Son Ye-jin. Ce rôle accentue encore un peu plus sa popularité, notamment en Asie.
En 2019, il joue dans le film Start-Up et le drama One Spring Night (par le même réalisateur que Something In the Rain).
Entre 2021 et 2022, il joue aux côté de Jisoo dans le drama Snowdrop, où il incarne un soldat nord-coréen en mission en Corée du Sud. L'histoire a également pour fond, la situation politique tendue en 1987 en Corée, avec ses mouvements démocratiques.
Entre 2021 et 2023, il joue dans la série D.P, où il incarne Ahn Joon-ho, un soldat chargé de retrouver les déserteurs de l'armée sud-coréenne. La série a reçu de nombreuses critiques positives.
Enfin, en 2024, il joue dans le drama Love Next Door, disponible dans le monde sur Netflix. La série connait un grand succès, se classant à la 4e place des séries dans le monde sur la plateforme.

## Filmographie

### Cinéma
| Année | Titre                             | Rôle                | Remarque            | Ref    |
| ----- | --------------------------------- | ------------------- | ------------------- | ------ |
| 2014  | The Youth                         | Park Man-jae        |                     | [ 14 ] |
| 2015  | Salut d'Amour                     | Kim Sung-chil jeune |                     | [ 15 ] |
| 2016  | The Moon of Seoul                 | Ji Pyung            | Court-métrage       | [ 16 ] |
| 2017  | The King's Case Note              | Heuk-woon           |                     | [ 17 ] |
| 2017  | Conspiracy: Age of Rebellion      | Kim Ho              |                     | [ 18 ] |
| 2018  | Heung-boo: The Revolutionist      | Roi Heonjong        |                     | [ 19 ] |
| 2019  | Tune in For Love                  | Chae Hyeon-woo      |                     | [ 20 ] |
| 2019  | Start-Up                          | Woo Sang-pil        |                     | [ 21 ] |
| 2020  | P1H: The Beginning of a New World | Han                 | Apparition spéciale | [ 22 ] |
| 2021  | Unframed – Blue happiness         | Park Chae-young     | Court-métrage       | [ 7 ]  |
| 2023  | 12.12: The Day                    | Major Oh Jin-ho     | Apparition spéciale | [ 7 ]  |
| 2024  | Vétéran 2                         | Park Seon-woo       |                     | [ 7 ]  |

### Série télévisée
| Année   | Titre                   | Rôle                    | Remarque       | Ref    |
| ------- | ----------------------- | ----------------------- | -------------- | ------ |
| 2014    | Bride of the Century    | Choi Kang-in            |                | [ 6 ]  |
| 2014    | The Three Musketeers    | Ahn Min-seo             |                | [ 23 ] |
| 2015    | Blood                   | Joo Hyun-woo            |                | [ 24 ] |
| 2015    | Reply 1988              | Kim Bo-young            | Caméo (ep 13)  | [ 25 ] |
| 2016    | Yeah, That's How It Is  | Yoo Se-joon             |                | [ 26 ] |
| 2016    | Goblin                  | Choi Tae-hee            | Caméo (Ep 7-8) | [ 2 ]  |
| 2016-17 | Night Light             | Tak                     |                | [ 27 ] |
| 2017    | While You Were Sleeping | Han Woo-tak             |                | [ 7 ]  |
| 2017-18 | Prison Playbook         | Capitaine Yoo Jeong-woo |                | [ 8 ]  |
| 2018    | Something in the Rain   | Seo Joon-hee            |                | [ 9 ]  |
| 2019    | One Spring Night        | Yoo Ji-ho               |                | [ 7 ]  |
| 2020    | A Piece of Your Mind    | Moon Ha-won             |                | [ 7 ]  |
| 2021-22 | Snowdrop                | Lim Soo-ho              |                | [ 7 ]  |
| 2024    | Love Next Door          | Choi Seung-hyo          |                | [ 13 ] |

### Web series
| Année     | Titre       | Rôle        | Remarque      | Ref    |
| --------- | ----------- | ----------- | ------------- | ------ |
| 2021-2023 | D.P         | Ahn Joon-ho | Saison 1 et 2 | [ 12 ] |
| 2022      | À vue d'œil | Ha Dong-soo |               |        |

## Distinctions
| Cérémonie                      | Année | Récompense                                                | Travail nommé             | Résultat   |
| ------------------------------ | ----- | --------------------------------------------------------- | ------------------------- | ---------- |
| APAN Star Awards               | 2018  | Excellence Award, Actor in a Miniseries                   | Something in the Rain     | Lauréat    |
| APAN Star Awards               | 2018  | K-Star Award, Actor                                       | Something in the Rain     | Lauréat    |
| APAN Star Awards               | 2022  | Top Excellence Award, Actor in an OTT Drama               | D.P                       | Lauréat    |
| Asia Artist Awards             | 2018  | Artist of the Year                                        | Lui-même                  | Lauréat    |
| Asia Artist Awards             | 2018  | Asia Talent                                               | Lui-même                  | Lauréat    |
| Asia Artist Awards             | 2018  | Best Emotive                                              | Lui-même                  | Lauréat    |
| Asia Artist Awards             | 2019  | Best Icon                                                 | Lui-même                  | Lauréat    |
| Asia Artist Awards             | 2019  | AAA Potential (Actor)                                     | Lui-même                  | Lauréat    |
| Asian Academy Creative Awards  | 2022  | Best Actor in a Leading Role                              | D.P                       | Lauréat    |
| Baeksang Arts Awards           | 2018  | Most Popular Actor                                        | Prison Playbook           | Lauréat    |
| Baeksang Arts Awards           | 2020  | Best New Actor – Film                                     | Tune in For Love          | Nomination |
| Baeksang Arts Awards           | 2022  | Best Actor – Television                                   | D.P                       | Nomination |
| Blue Dragon Film Awards        | 2019  | Best New Actor                                            | Tune in For Love          | Nomination |
| Blue Dragon Film Awards        | 2024  | Best Supporting Actor                                     | Vétéran 2                 | Lauréat    |
| Blue Dragon Film Awards        | 2024  | Popular Star Award                                        | Vétéran 2                 | Lauréat    |
| Blue Dragon Series Awards      | 2022  | Best Leading Actor                                        | D.P                       | Nomination |
| Blue Dragon Series Awards      | 2022  | Popular Star Award                                        | D.P                       | Lauréat    |
| Buil Film Awards               | 2020  | Best New Actor                                            | Tune in For Love          | Nomination |
| Chunsa Film Art Awards         | 2020  | Best New Actor                                            | Tune in For Love          | Nomination |
| Prix du magazine Cine21        | 2019  | Best New Actor                                            | Tune in For Love Start-Up | Lauréat    |
| Director's Cut Awards          | 2022  | Best Actor in a Series                                    | D.P                       | Nomination |
| Director's Cut Awards          | 2024  | Best Actor in a Series                                    | D.P saison 2              | Nomination |
| Grand Bell Awards              | 2020  | Best New Actor                                            | Tune in For Love          | Lauréat    |
| Grand Bell Awards              | 2023  | Best Actor in a Series                                    | D.P                       | Nomination |
| London East Asia Film Festival | 2019  | Popularity Award                                          | Tune in For Love          | Lauréat    |
| MBC Drama Awards               | 2019  | Grand Prix                                                | One Spring Night          | Nomination |
| MBC Drama Awards               | 2019  | Top Excellence Award, Actor in a Wednesday-Thursday Drama | One Spring Night          | Lauréat    |
| SBS Drama Awards               | 2016  | New Star Award                                            | That's The Way It Is      | Lauréat    |
| SBS Drama Awards               | 2017  | Excellence Award, Actor in a Wednesday–Thursday Drama     | While You Were Sleeping   | Nomination |
| The Seoul Awards               | 2018  | Best New Actor (Drama)                                    | Something in the Rain     | Nomination |
| The Seoul Awards               | 2018  | Popularity Award (Drama)                                  | Something in the Rain     | Lauréat    |
| The Seoul Awards               | 2018  | Hallyu Artist Award                                       | Something in the Rain     | Lauréat    |

### Distinction honorifique
| Pays/organisation | Année | Honneur                                                                     | Ref    |
| ----------------- | ----- | --------------------------------------------------------------------------- | ------ |
| Corée du Sud      | 2019  | Recommandation élogieuse du ministre de la culture, du sport et du tourisme | [ 28 ] |